# Jacquesson & Fils

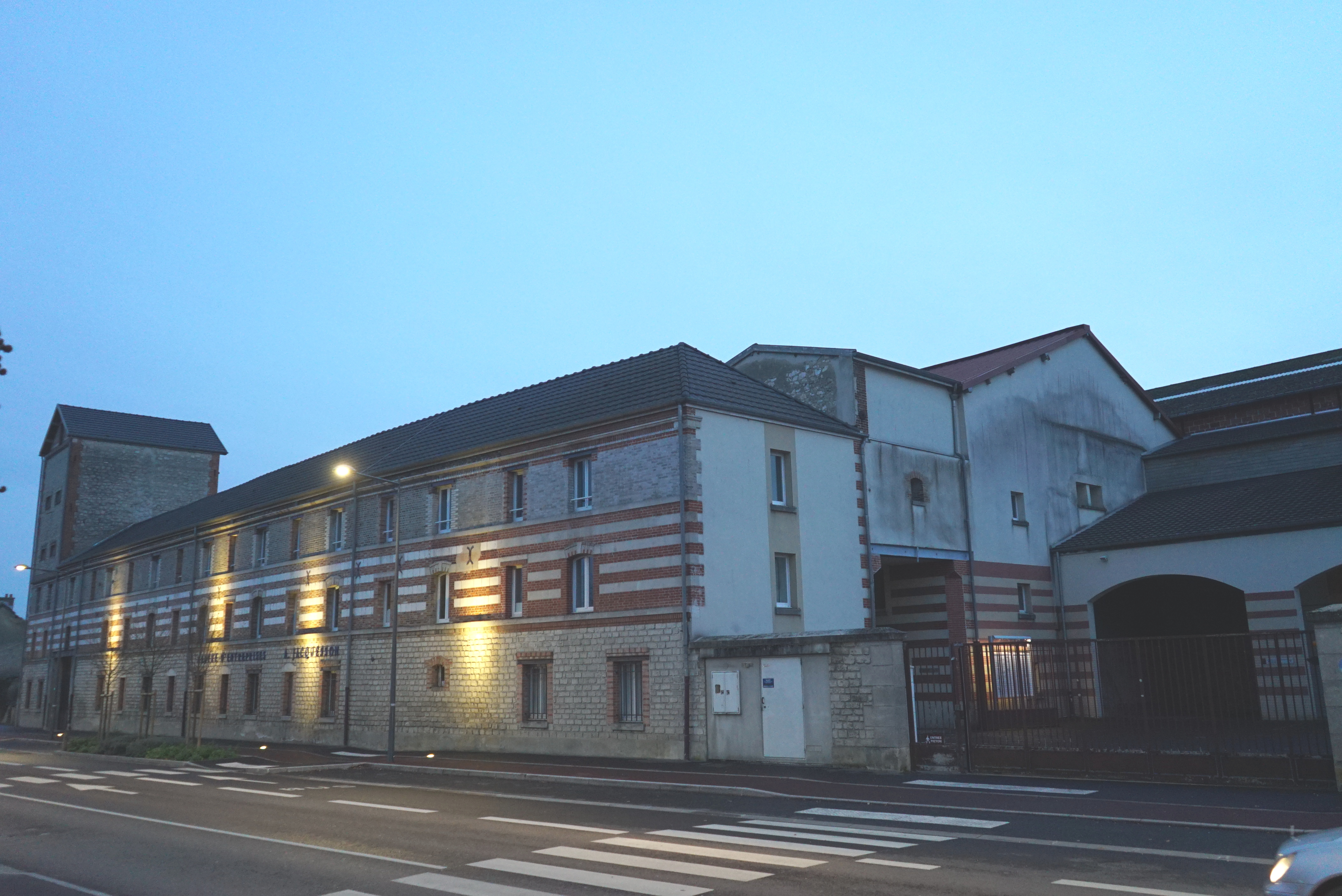
Maison de champagne Jacquesson

Jacquesson & Fils is een champagnehuis dat in 1798 door de Joodse ondernemer Claude Jaquesson en zijn zoon Memmie in Châlons-en-Champagne werd gevestigd. 
De cuvée de prestige van het huis is de Avize Grand Cru (Vintage). Jacquesson is een zelfstandig bedrijf.

## Geschiedenis en bedrijfsvoering
Het huis werd in 1798 in Chalons-en-Champagne door Memmie Jacquesson opgericht, dat maakt het tot een van de oudste champagnehuizen. De Franse Revolutie had de emancipatie van de Joden mogelijk gemaakt en zij konden nu, zonder dat discriminerende wettelijke verboden hen hinderden, land bezitten en landbouwbedrijven stichten. 
In 1798 werden Claude Memmie Jacquesson en zijn vennoot Francois-Felix Juglar handelaren in champagne. Zij lieten kelders graven onder de Mont-Saint-Michel bij Châlons-en-Champagne en kochten wijngaarden van de Hôpitaux de Châlons. Het bedrijf kreeg veel succes en verkocht champagne onder de namen van Juglar en van Jacquesson. In 1810 bezocht Napoleon Bonaparte de kelders. Hij was zo onder de indruk van 10 kilometer lange keldergangen dat hij Juglar en Jacquesson beiden een gouden medaille schonk. In 1829 kocht Memmie Jacquesson zijn vennoot uit en verdween de naam Juglar van de etiketten.
De Jaquessons waren in de 19e eeuw innovatieve champagnemakers. Zij verbeterden de techniek van vinificatie en werkten samen met dr. Jules Guyot die druiven veredelde en een zeer succesvolle wijze van snoeien ontwikkelde. Een belangrijke technische ontwikkeling, de muselet die de kurk op zijn plaats houdt, is in 1844 door Adolphe Jacqueson, zoon van Memmie, uitgedacht.
Op het hoogtepunt van hun succes verkochten de Jacquessons 600 000 flessen champagne per jaar. Napoleon III van Frankrijk bezocht Châlons in 1863 en beloonde Adolphe met het Legioen van Eer. In 1860 waren de beide zonen van Adolphe Jaquesson gestorven. Beroofd van opvolgers begon het champagnehuis Jacquesson & Fils in reputatie achteruit te gaan. Toch werden in 1867 een miljoen flessen champagne verkocht. Het bedrijf en de bedrijfsnaam werden na de dood van Adolphe Jacquesson in 1875 een aantal malen doorverkocht.
In 1925 werd het bedrijf en de naam Jacquesson & Fils nieuw leven ingeblazen door de aristocraat Leon de Tassigny. Het bedrijf werd nu in Reims gevestigd.
De familie Chiquet nam het huis in 1974 over. Daarop volgde een verhuizing naar Dizy waar ook veel van de wijngaarden van Jacquesson liggen. 
Het huis dat in 2014 door Jean Hervé en Laurent Chiquet werd geleid bezit 33 hectare wijngaarden in de grand cru-gemeenten Avize waar 11 hectare is beplant met chardonnay. 

## Wijngaarden
Het huis beschikt over 31,5 hectare eigen premier cru- en grand cruwijngaarden in de dorpen Dizy, Avize en Aÿ in de vallei van de Marne en wijngaarden in de hoger gelegen Côte des Blancs. Zoals veel andere champagnehuizen koopt ook Jacquesson druiven in van onder contract staande wijnboeren. Zij bebouwen samen 10 hectare wijngaard.
Het huis bezit 13 hectare beplant met pinot noir in Dizy, Hautvillers en Ay op de zuidelijke flanken van de Montagne de Reims. Ook in het dal van de Ardre bij Ory en mareuil-sur-Ay worden door Jacquesson & Fils druiven verbouwd. Wijnboeren met een areaal van 10 hectare staan onder contract om hun druiven in de herfst aan Jacquesson & Fils te leveren.

## Productie
Champagnes zijn bijna steeds het product van assemblage, het mengen van verschillende wijnen van meerdere druivenrassen en tal van wijngaarden met soms druiven uit wel veertig of vijftig gemeenten. Bij de wijn wordt ook wijn uit de uit eerdere jaren bewaarde reserve gevoegd. Daarbij komen dan de verschillende vinificatiemethodes en gistingen. De methode van vinificatie die Jacquesson gebruikt wijkt van deze praktijk wezenlijk af. De wijze van productie bij Jacquesson lijkt meer op die van de Bourgogne. Jacquesson gebruikt voornamelijk de witte druiven van het ras chardonnay.
De druiven worden voorzichtig uitgeperst en alleen de eerste persing, de cuvée wordt gebruikt voor de champagnes. De taille wordt verkocht of geruild. 
De most ondergaat de eerste, alcoholische gisting in eiken vaten. De in het voorjaar na de oogst spontaan optredende malolactische gisting wordt door koeling van de jonge wijn voorkomen. Zo blijft de champagne fruitig. De overheveling van de jonge wijn tijdens de bewerkingen en de assemblage geschied uitsluitend door gebruik te maken van de zwaartekracht. Andere wijnhuizen gebruiken daarvoor ook wel pompen.
Het huis laat sommige van de gebottelde champagnes 15 jaar op gist in de kelders rijpen tijdens de prise de mousse.
Waar de andere champagnehuizen streven naar een constante kwaliteit, mousse en smaak, iets dat door de assemblage van jonge en oude wijnen uit diverse wijngaarden mogelijk wordt gemaakt, kiest Jacquesson & Fils sinds de oogst van het jaar 2000 voor wijnen die meer door de kwaliteiten van een wijnjaar worden bepaald.

## Champagnes
De serie flessen van dit huis heet "le lieu dit" (de plek spreekt). De productie is gering; in de goede jaren worden slechts enige duizenden flessen gebotteld waar de grote champagnehuizen ieder jaar miljoenen flessen verkopen.
- In 2002 en 2004 werd champagne gemaakt van druiven uit de wijngaard Corne Bautray in de gemeente Dizy. De daar in 1960 op 1 hectare aangeplante chardonnay levert de millisimé monocepage blanc de blancs. De 4.684 flessen en 306 magnums van 2002 kregen geen dosage. De 4.840 flessen en 300 magnums van 2004 evenmin. Ze zijn dus "brut nature".
- In 2002 en 2004 werd champagne gemaakt van druiven uit de wijngaard camp caïn in de gemeente Avize. De daar in 1962 op 1,3 hectare aangeplante chardonnay levert de millisimé monocepage blanc de blancs. De 4.684 flessen en 306 magnums uit 2002 mochten 8 jaar rusten en kregen geen dosage. De 4.840 flessen en 300 magnums uit 2004 evenmin.
- In 2002 en 2004 werd champagne gemaakt van Vauzelle Terme in Ay. De daar in 1962 op 30 are aangeplante pinot noir levert de millisimé monocepage blanc de noirs. Na de botteling mocht de wijn nog 8 jaar rijpen. De 1.852 flessen en 148 magnums kregen een geringe dosage suiker van niet meer dan 2 gram per liter.
- In 2002 en 2004 werden 2012 flessen roséchampagne brut gemaakt van in 1971 geplante pinot noir en pinot meunier uit de wijngaard Terre Rouge in Ay. De pinot meunier heeft men laten "bloeden" volgens de méthode saignée.

Het huis maakt in even bescheiden oplagen ook Avize grand cru, verschillende millésimmes en dégorgements tardifs (lang opgist gerijpte flessen). De Avize Grand Cru Millésime 2000 werd in eiken vaten gelagerd en leverde 32.107 flessen, 500 magnums en 60 jeroboams op.
- De Brut Perfection is de Brut Sans Année van het huis, Het is het visitekaartje en de meest verkochte champagne, Om een constante kwaliteit en een eigen huisstijl te kunnen garanderen wordt de wijn vermengd met wijn van eerdere oogsten, de reserve, uit de kelders van het huis. De dosage suiker in de liqueur d'expédition is gering zodat de champagne een echte brut is.
- De Brut Perfection Rosé is een roséchampagne.
- De Signature Brut Millésime is een millésime gemaakt van gelijke delen pinot noir en chardonnay van een enkele oogst. Een dergelijke wijn kan alleen in de beste wijnjaren gemaakt worden.
- De Signature Brut Rosé Millésime is een roséchampagne gemaakt van vooral pinot noir uit Dizy en Ay.
- De Blanc de Blancs Grand Cru Millésime is een blanc de blancs van alleen chardonnay uit de grand cru-gemeente Avize. Dit is de cuvée de prestige van het huis.
- De Dégorgement Tardif, een champagne waarvan de dégorgement en daarmee ook het einde van de periode dat de champagnefles op gist rijpt laat en op een door de afnemer bepaald tijdstip plaatsvindt. Door langdurige rijping wordt de mousse en robe, de "belletjes" in de champagnes en de belletjes aan de rand van het glas, fijner waardoor de champagne minder hard wordt. Bij een champagne die lang rijpt ontstaan bijzondere smaken waaronder die van toast.

Op de etiketten is onder een beugelkroon een adelaar met gespreide vleugels, een typerend napoleontisch symbool afgebeeld. De adelaar houdt in beide poten een donderkeil.